# Solis-Gletscher
Der Solis-Gletscher (spanisch Glaciar Solís) ist ein Gletscher auf Greenwich Island im Archipel der Südlichen Shetlandinseln. Er fließt aus den Breznik Heights in westlicher Richtung zum Yankee Harbour.
Teilnehmer der 7. Chilenischen Antarktisexpedition (1952–1953), die hydrographische Vermessungen des Yankee Harbour durchgeführt hatten, benannten ihn nach einem Expeditionsmitglied.